# Novoviktorivka, Dobrovelîcikivka
Novoviktorivka (în ucraineană Нововікторівка) este un sat în comuna Bratoliubivka din raionul Dobrovelîcikivka, regiunea Kirovohrad, Ucraina.

## Demografie
Componența lingvistică a localității Novoviktorivka
     Ucraineană (100%)
Conform recensământului din 2001, toată populația localității Novoviktorivka era vorbitoare de ucraineană (100%).